# Minsaeng-Partei
Die Minsaeng-Partei (Koreanisch: 민생당, Transliteration: Minsaeng-dang, deutsch: Partei für den Lebensunterhalt der Menschen) ist eine südkoreanische Partei, die am 24. Februar 2020 gegründet wurde. Sie entstand im Hinblick auf die Parlamentswahl in Südkorea 2020 als Zusammenschluss der Bareun-mirae-Partei, der Daean-shin-Partei und der Minju-peyonghwa-Partei. Bei der Wahl verlor sie alle Sitze in der Gukhoe.
Die Partei wird als möglicher Partner für Moon Jae-ins Deobureo-minju-Partei gesehen. Sie ist besonders im traditionell progressiven Südwesten Südkoreas, Jeolla-do verankert.